# Поболовский сельсовет
Поболовский сельсовет — административная единица на территории Рогачёвского района Гомельской области Белоруссии. Административный центр — агрогородок Поболово.

## История
21 февраля 2012 года была упразднена деревня Цагельня.

## Состав
Поболовский сельсовет включает 15 населённых пунктов:
- Антуши — деревня.
- Витлин — деревня.
- Кривка — деревня.
- Лиски — деревня.
- Новый Остров — посёлок.
- Омельно — деревня.
- Остров — деревня.
- Передовая — деревня.
- Пласкиня — посёлок.
- Поболово — агрогородок.
- Поповцы — деревня.
- Репки — деревня.
- Сеножатки — деревня.
- Ухватовка — деревня.
- Яскиня — посёлок.

### Упразднённые населённые пункты
- Цагельня — деревня

## Культура
- Поболовский Центр культуры и досуга в агрогородке Поболово